# Tereza Groszmannová
Tereza Groszmannová nebo také Tereza Grygarová-Groszmannová (* 29. července 1974) je česká divadelní a filmová herečka a dabérka, od roku 2003 členka souboru Národního divadla Brno. V roce 2020 obdržela Cenu Thálie v kategorii činohra.

## Život a kariéra
Tereza Zajíčková se narodila 29. července 1974 a vyrůstala v Podkrkonoších. Tato oblast je známá ochotnickými divadelními spolky, ve kterých hrávala s rodiči i Tereza a několikrát se dostala i na Jiráskův Hronov. Nejprve vystudovala Konzervatoř Brno a poté další dva roky studovala Pražskou konzervatoř a Divadelní fakultu AMU.
V roce 1994 ji František Derfler angažoval do Národního divadla Brno, kde její první role byla hned hlavní, a to v pohádce Princezna Pampeliška. Když úspěšně absolvovala konkurs na natáčení filmu v Itálii, přerušila své angažmá v brněnském divadle. V Itálii natočila dva filmy a dva televizní seriály a před kamerami se setkala i s Terencem Hillem v italském seriálu Don Matteo. Následně jí byla udělena cena za přínos italské kultuře a cena novinářského syndikátu.
Když se v roce 2003 zpátky vrátila co Česka, pokračovala v angažmá v Národním divadle Brno a hned dostala roli Anzoletty v inscenaci Goldoniho hry Treperendy, po které následovaly další. Od roku 2019 vystupovala v Stand-up inscenaci ##T#€?#%#, kterou pro ni napsal Martin Čičvák. V roce 2020 obdržela Cenu Thálie v kategorii činohra za roli Mirandolíny ve stejnojmenné hře od Carla Goldoniho, kterou i sama přeložila.
Její bývalým manželem byl herec Jan Grygar. Zahrála si například ve filmech Westernstory a Slečna Guru a v seriálech Labyrint nebo Četnické humoresky. Kromě rozhlasových her také dabuje a dabovala například v seriálech Komisař Rex, Sabrina – mladá čarodějnice, Frasier, Pobřežní hlídka nebo čarodějnici Agathu Harkness v mini-sérii streamovací služby Disney+ WandaVision z roku 2021.

## Filmografie
- Marian (1996)
- Motel Anathema (TV seriál) (1997)
- O třech ospalých princeznách (TV pohádka) (1998)
- O modrém ptáčku (TV pohádka) (1998)
- Na lavici obžalovaných justice (TV seriál) (1998)
- Cristallo di rocca (1999)
- Případy detektivní kanceláře Ostrozrak (TV seriál) (2000)
- Hodina pravdy (TV film) (2000)
- Slečna Guru (TV film) (2006)
- Četnické humoresky (TV seriál) (2007)
- Westernstory (2011)
- Labyrint (TV seriál) (2018)[3]